# Glaurocara livida
Glaurocara livida là một loài ruồi trong họ Tachinidae.